# Людина-павук (Ultimate Marvel)
Людина-павук (англ. Spider-Man) справжнє ім'я Пітер Бенджамін Паркер (англ. Peter Benjamin Parker) — вигаданий персонаж з коміксів американського видавництва Marvel Comics і представляє собою альтернативну, молоду і сучасну версію однойменного персонажа Стена Лі і Стіва Дітко, який був створений в 1962 році.
Ultimate-версія Людини-павука створювалася для лінійки Ultimate Marvel, альтернативної часовій шкалі, де всі класичні герої лиходії Marvel піддалися переосмисленню. Ultimate Spider-Man став першим компонентом імпринту Ultimate, будучи створеним сценаристом Брайаном Майклом Бендісом і художником Марком Баглі. Ключова відмінність даної версії полягала в смерті Пітера Паркера в 16-річному віці. Персонаж був позитивно прийнятий громадськістю і в деяких моментах навіть перевершив свій оригінальний аналог.

## Створення образу
Ultimate Spider-Man стала першою серією, що вийшла в рамках імпринту Ultimate Marvel. Видавець Білл Джеймс мав намір перезапустити Всесвіт Marvel, вважаючи, що історія, що почалася більше 40 років тому, стане недоступною для молодих читачів. Людина-павук став першим персонажем, чия історія піддалася переосмисленню. Спочатку редактор Джо Кесада був налаштований скептично, оскільки попередня спроба відродити історію людини-павука Spider-Man: Chapter One не увінчалася успіхом.
Хоча історія походження людини-павука в Amazing Fantasy #15 займала всього 15 сторінок, історія Бендіса зайняла сім випусків. Спочатку Баглі побоювався загальновідомо повільного розвитку сюжету Бендіса, назвавши ідею сценариста розтягнути оповідання «шокуючою». Сам Бендіс вирішив приділяти кожній історії по шість випусків.

## Біографія вигаданого персонажа

### Vol. 1

#### Рання життя і становлення Людиною-павуком
Пітер Паркер народився в сім'ї вченого Річарда Паркера і його дружини Мері Паркер. Батько Пітера був вченим, який працював з Щ.I.Т.ом над відтворенням сироватки суперсолдата. До всього іншого, він співпрацював з Едвордом Броком-старшим над створенням ліки від раку, що вилилося в створенні живого організму під назвою «Веном». Паркери і Рокі загинули в автокатастрофі, в результаті чого юний Пітер залишився під опікою своїх дядька Бена і тітки Мей. Дев'ять років по тому, Пітер виріс виключно обдарованим підлітком, що мають великі пізнання у фізиці та хімії. Тим не менш, він також перебував у статусі ізгоя і піддавався глузуванням з боку інших учнів, зокрема Флеша Томпсона і Конга Харлана. Незважаючи на це, у Пітера був кращий друг Гаррі Озборн і подруга дитинства Мері Джейн Вотсон, що живе по сусідству.
Під час шкільної екскурсії в науковій корпорації «Озкорп», Пітера вкусив генетично модифікований павук, в результаті чого у нього з'явилися надлюдські здібності. Спочатку він використовував їх, щоб дати відсіч шкільним задирам і побудувати кар'єру в якості борця реслінгу, бажаючи допомогти дядькові і тітки розрахуватися з виниклими з його вини фінансовим обтяженням. У той же час, що виникли самовпевненість і гординя ускладнили їх з дядьком Беном відносини, проте останній спробував напоумити племінника, процитувавши фразу батька юнака: «З великою силою приходить велика відповідальність». Деякий час потому, Пітер дізнався, що в їх будинок увірвався грабіжник, який застрелив дядька Бена. Одержимою помстою молодий чоловік помчав на злочинцем і, вистеживши його, з подивом виявив, що грабіжником відмовився чоловік, якого вона раніше не зупинив під час пограбування продуктового магазину. Звинувачуючи себе в смерті дядька, Пітер став на шлях супергероя, використовуючи своє прізвисько зі спортивної кар'єри — «Людина-павук». В цей же час глава «Озкорп» і батько його кращого друга Гаррі — Норман поставив на собі експеримент, в спробах придбати аналогічні здібності. Експеримент вийшов з-під контролю, в результаті чого Озборн перетворився на монстра, відомого як «Гоблін». У своєму жахливому образі Озборн вбив свою дружину, а потім напав на школу, де навчався Пітер, проте тому вдалося зупинити лиходія, після чого він дізнався від Гаррі, що монстром був його батько.

#### Союз з іншими супергероями
Будучи супергероєм, Людина-павук зіткнувся з такими лиходіями як: Шокер, Електро, Кінгпін, Громили, Доктор Восьминіг і Крейвен-мисливець. Він влаштувався на роботу в Daily Bugle в якості веб-дизайнера, в той час як його начальник Джей Джона Джеймсон намагався всіляко очорнити репутацію Людини-павука. Коли з'ясувалося, що Норман Озборн пережив їх попередній бій, Пітер познайомився з Ніком Ф'юрі, директором Щ.I.Т.а, який пообіцяв допомогти Пітеру в ув'язненні Озборна а грати, проте разом з тим повідомив юнакові, що коли той стане повнолітнім, Ф'юрі буде контролювати кожен його крок, оскільки Пітер є продуктом незаконного експерименту. Потім Озборн спробував скинути Мері Джейн з моста Квінсборо, проте Пітеру вдалося вчасно врятувати свою дівчину і зупинити Озборна. Їхні стосунки з Мері Джейн ускладнилися, коли в будинок Пітера і Мей переїхала їх однокласниця Гвен Стейсі, батька якого вбив злочинець, який видавав себе за Людину-павука. Переживаючи розрив з Ем-Джей, Пітер відновив спілкування зі своїм втраченим другом дитинства, Едді Броком-молодшим. Від нього він дізнався, що їхні батьки розробили живий організм, який повинен був зцілювати людей від раку. В результаті випадково взаємодії зі зразком, Пітер отримав чорний костюм, проте разом з ним зросла його жорстокість, від чого він спробував позбутися спадщини їх з Броком батьків. Едді використовував частину експерименту, що зберігалася у нього, перетворившись на Венома, разом з яким зник після закінчення розгорнулася з Пітером битви. Відновивши відносини з Мері Джейн, Пітер познайомився з Людьми Ікс, а також знову зіткнувся з Кінгпіном. Коли Норман Озборн об'єднав зусилля з Отто Октавіусом, Електро, Крейвеном-мисливцем і Пісочним Людиною, він насильно завербував Пітера в їх ряди, щоб напасти на Білий дім. Незважаючи на те, що супергерої Алтімейтс зупинили Озборна і його поплічників, що спостерігав за цими подіями Гаррі поклявся вбити всіх людей, причетних до ув'язнення його батька. Зруйнувавши черговий план Фіска, Людина-павук познайомився із загадковою Чорною Кішкою.

#### Смерть Гвен
Деякий час по тому, Гвен розкрила таємницю особистості Пітера, вважаючи, що це він убив її батька. Проте, дізнавшись, що за смерть капітана Стейсі був відповідальний переодягнений злочинець, Гвен стала однією з небагатьох людей з числа близьких Пітера, хто знав про його супергеройської діяльності. Згодом дівчина загинула від руки Карнажа, штучного клону Людини-павука, створеного Куртом Коннорсом.

#### Союз з іншими супергероями 2
Пітер встиг обмінятися тілами з Росомахою, подружитися з Джонні Штормом з Фантастичної четвірки і битися пліч-о-пліч з Доктором Стрендж-молодшим, перш ніж розлучитися з Мері Джейн, яка ледь не загинула під час битви Людини-павука і перетворився на Гобґобліна Гаррі. По завершенні війни банд Кінгпіна і Кувалди, Пітер почав відносини з Кітті Прайд, членом Людей Ікс. Надалі він вступив у конфронтацію зі Срібним Соболем, Стерв'ятником і Дедпулом, а також разом з Морбіусом протистояв вампірам.

#### Сага про клонів
Одного разу Пітер зіткнувся зі злочинцем в костюмі Скорпіона, під маскою якого опинився як дві краплі води схожий на нього чоловік. У той час як Паркер відправився за допомогою до Фантастичної четвірки, Мері Джейн була викрадена його спотвореним двійником. Повернувшись в старий будинок Паркерів, Пітер виявив Гвен Стейсі, Раннє загиблу від руки Карнажа, після чого був змушений розкрити свою таємницю особистості тітці Мей. Незабаром з'явився батько Пітера, також вважався загиблим і повідав синові, чому йому доводилося довгий час ховатися. Тієї ж ночі Нік Ф'юрі і його люди атакували будинок Паркерів і вступили в бій з перетворилася на Карнажа Гвен, також виявилася клоном загиблої Стейсі. Тітка Мей отримала серцевий напад, але завдяки допомозі Фантастичної четвірки була доставлена в лікарню, а сам Пітер, об'єднавшись зі своїм жіночим клоном Джесікою Дрю проник в Покинуту будівлю «Озкорп», де його чекали полеглий шестирукий клон, спотворений клон і перетворена в Демогобліна Ем-Джей. З'ясувалося, що за створенням клонів Паркера стояв Отто Октавіус. Повернувся" батько " Пітера також був одним з них і незабаром помер. Перемігши Октавіуса, Пітер возз'єднався з Мері Джейн і відновив з нею відносин, відхиливши пропозицію Ріда Річардса позбавити його від павукових сил.

#### Союз з іншими супергероями 3
Надалі Пітер об'єднався з Доктором Стренджем-молодшому, Шибайголовою, Місячним лицарем, Залізним кулаком і Шан-Чи в протистоянні з Кінгпіном, якого їм нарешті вдалося відправити за грати. Також він став свідком смерті свого кращого друга Гаррі, який кинув виклик своєму батькові Норману Озборну в образі Гобґобліна . Потім Пітер допоміг своїй однокласниці Ліз Аллан освоїти свої нові сили і зупинив Венома, що повернувся, злився з симбіотом Карнажем.

#### Ультиматум
Під час сюжетної лінії «Ultimatum», Пітер і близькі для нього люди пережили Хвилю Ультиматуму, викликану Магнето. У той час як Нью-Йорк був затоплений, Людина-павук допомагав рятувати потопаючих мирних жителів. Джеймсон був свідком подвигів супергероя, в результаті чого переосмислив своє ставлення до нього і навіть назвав «героєм» в подальшій публікації. Об'єднавши зусилля з Галком, Людина-павук знайшов тіло Шибайголови, що став однією з жертв Хвилі Ультиматуму. Прибувши до руїн Санктум Санкторум, Людина-Павук і Галк виявили відкриту тріщину, з якої Дормамму та інші демони вирвалися в той момент, коли Доктор Стрендж-молодший був одержимий Кошмаром. Коли Галк влаштував вибух під час бою, Людина-павук виявився похований під уламками. Після смерті Магнето, Алтімейтс знайшли Людину-павука без свідомості під час пошуку тих, що вижили.

### Vol. 2

#### Новий світ навколо Пітера Паркера
Так як у Людини-павука більше не було проблем з поліцією після інциденту з Хвилею Ультиматуму, Пітеру Паркеру довелося влаштуватися на тимчасову роботу в «Burger Frog», оскільки Daily Bugle був тимчасово закритий під час інциденту з Хвилею Ультиматуму. За цей час він розлучився з Мері Джейн і недовгий час зустрічався з клоном Гвен. Також в будинку Паркерів оселилися Джонні Шторм з Фантастичної четвірки і Боббі Дрейк, чиї команди розпалися після Ультиматуму. Разом з ними і Кітті Прайд їм вдалося розкрити близнюків Хамелеонів. Деякий час Пітер тренувався з Алтімейтс, зокрема з Залізною Людиною і Капітаном Америкою, а також допоміг Чорній Кішці зірвати плани Містеріо. У день свого 16-річчя Пітер знову зійшовся з Мері Джейн, а також дізнався від Джеймсона, що той оплатить його навчання в коледжі, в подяку за порятунок свого життя.

#### Смерть Пітера Паркера
В цей же час, Норман Озборн втік з в'язниці разом з Електро, Крейвеном-мисливцем, Пісочним Людиною і Стерв'ятником, маючи намір вбити Пітера. Під час розколу Алтімейт, Людина-павук затулив своїм тілом Капітана Америка, якого спробував застрелити Каратель, після чого, перев'язавши рану павутиною відправився додому, де зіткнувся зі своїми найлютішими ворогами, які швидко вимотали його. Завдяки допомозі Людини-Факела, Людини-Кригу, тітки Мей і Мері Джейн, Пітер залишився один на один з Озборном. Між ними зав'язалася Битва, після закінчення якого вони смертельно поранили один одного. Пітер помер на руках Мері Джейн і тітки Мей, перед смертю повідомивши останній, що хоч йому і не вдалося врятувати дядька Бена, він зміг захистити її .

### Ultimate Fallout
Похорони Пітера Паркера були організовані Тоні Старком. Оскільки таємниця його особистості була розкрита під час останньої битви з Озборном і його людьми, весь Нью-Йорк прийшов попрощатися з загиблим супергероєм в Соборі Святого Патріка. Тор стверджував, що бачив дух Пітера в Вальхаллі. Деякий час по тому, в місті з'явився новий супергерой під маскою Людини-павука, яким виявився афро-латиноамериканський хлопчик на ім'я Майлз Моралес.

## Поза коміксами

### Телебачення
- Мультсеріал «Неймовірна Людина-павук»(2008) запозичує деякі елементи з коміксу Ultimate Spider-Man: Пітер Паркер і його друзі ходять в школу, в той час як сам Пітер є другом дитинства Едді Брока[en] і підбирає симбіота в науковій лабораторії[45].
- З 2012 по 2017 рік на каналі Disney XD транслювався мультсеріал «Людина-павук. Щоденник супергероя», в оригіналі розділяє загальну назвою з коміксом[46]. У чотирисерійному епізоді «Spider-Verse» була представлена реальність, заснована на Ultimate-Всесвіту, в якій Пітер Паркер також загинув у битві в юному віці, а особистість людини-павука прийняв охоплений почуттям провини Майлз Моралес[47].

### Кіно
- У фільмі «Людина-павук»(2002) Сема Реймі Пітер Паркер і Гаррі Озборн були шкільними друзями[8]. Генетично модифікований павук вкусив Пітера під час шкільної екскурсії. Пітер не став зупиняти грабіжника після того, як його обдурили організатори реслінгу. До всього іншого, Зелений Гоблін спробував скинути з моста Мері Джейн Уотсон замість Гвен Стейсі.
- У фільмі «Нова Людина-павук»(2012) Марка Вебба Пітера кусає радіоактивний павук, створений корпорацією «Озкорп». Деякий час по тому, він збігає з дому після сварки зі своїм дядьком Беном, коли той заводить розмову про його батька. Він дозволяє злочинцеві пограбувати продуктовий магазин, а також ходить в одну школу з Гвен Стейсі[48].
- У фільмі «Нова Людина-павук 2: Висока напруга»(2014), де Вебб також виступив режисером, Пітер прослуховує запис свого батька, який пояснює, чому їм з матір'ю Пітера довелося покинути його, коли той був дитиною. Дружба Пітера з Гаррі Озборном змодельована за зразком дружби Паркера і Едді Брока-молодшого, оскільки вони були друзями дитинства, які не бачилися довгий час, в той час як їхні батьки працювали над одним проектом.
- «Людина-павук: Повернення додому»(2017) від режисера Джона Воттса також адаптує деякі моменти з коміксів Ultimate. Пітер і його тітка Мей значно молодше. Тоні Старк / Залізна людина, особистість якого також адаптована з коміксів Ultimate, є наставником Пітера, а також носить аналогічну броню з Ultimates. Аарон Девіс займається злочинною діяльністю і згадує свого племінника Майлза Моралеса. Кращий друг Пітера Нед Лідс створений за образом кращого друга Майлза, Ганке Лі[49].
- У сиквелі «Людина-павук: Далеко від дому»(2019) Нік Ф'юрі бере на себе роль наставника по відношенню до Пітера, а однокласниця Пітера Ем-Джей розкриває його особистість самостійно, проте Пітер підтверджує її здогади, розкривши свій секрет[50].
- У фільмі «Людина-павук: Додому шляху нема»(2021) Пітер на деякий час об'єднується з п'ятіркою лиходіїв з інших всесвітів, щоб допомогти їм вилікуватися від їх здібностей. У коміксі Ultimate Six Людина-павук також деякий час був неофіційним членом команди[51].

### Відеоігри
- Ultimate Людина-павук є головним героєм гри «Ultimate Spider-Man»(2005), заснованої на однойменному коміксі[52] і є альтернативною версією сюжету «Війна симбіотів».